# Estrela-do-mar

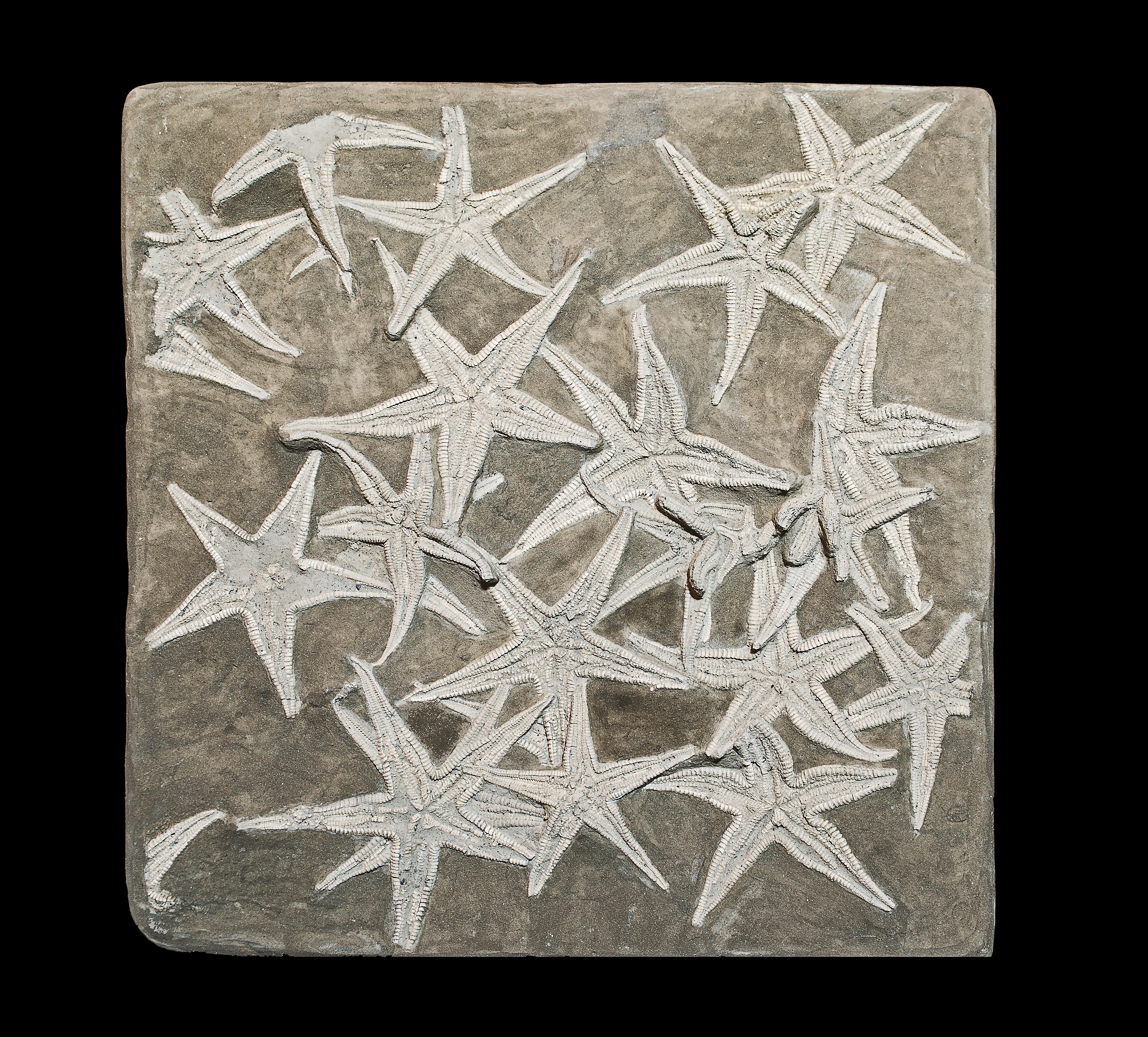
Astropecten lorioli - Uma espécie extinta, Jurássico

A estrela-do-mar é um animal equinoderme em forma de estrela pertencente à classe Asteroidea e ao subfilo Asterozoa. Existem cerca de 1.900 espécies de estrela-do-mar em todos os oceanos do mundo, dos trópicos até as gélidas águas polares. Elas são encontradas desde a zona intermareal, descendo para as profundezas abissais, 6.000m (20.000 pés) abaixo da superfície. Entre seus parentes mais próximos podemos citar: o ouriço-do-mar, a bolacha-do-mar e o pepino-do-mar, e em uma classificação mais recente as margaridas-do-mar que são uma infraclasse de Asteroidea.
Estrelas-do-mar são animais marinhos. Elas normalmente têm um disco central e cinco braços, embora algumas espécies tenham um maior número de braços. A região aboral ou superfície superior pode ser lisa, granular ou espinhosa, e é coberto com sobreposição de placas. Muitas espécies são coloridas em vários tons de vermelho ou laranja, enquanto outras são azul, cinza ou marrom. A estrela-do-mar tem pé ambulacrário (ou seja "pés escondidos") operado por sistema hidráulico e uma boca no centro da superfície inferior. São, em sua maioria, predadoras de animais típicos da zona bentônica. São animais que possuem sistema digestório completo e várias espécies têm comportamentos de alimentação especializados, incluindo a eversão de seus estômagos e suspensão de alimentação. Elas têm complexos ciclos de vida e podem se reproduzir tanto sexualmente quanto assexuadamente. A maioria pode regenerar partes danificadas ou braços perdidos e lançar os braços como um meio de defesa. Os Asteroidea ocupam várias funções ecológicas significativas. Estrelas-do-mar, como a Pisaster ochraceus e a Stichaster australis, tornaram-se amplamente conhecidas como exemplos do conceito de espécie-chave em ecologia. A tropical estrela-do-mar-coroa-de-espinhos (Acanthaster planci) é um predador voraz de coral em toda a região Indo-Pacífica e a estrela-do-mar-do-pacífico-norte é considerada uma das 100 espécies invasoras mais daninhas do mundo. Nos ambientes intocados desempenha papel importante na manutenção da diversidade dos corais, abrindo novos hábitats nos ecossistemas em clímax para o estabelecimento de outras espécies. Um dos predadores desses animais é o caracol-gigante-tritão Charonia, recolhido em grandes quantidades por suas belas conchas.
O registro fóssil de estrela-do-mar é antigo, remonta ao período Ordoviciano cerca de 450 milhões de anos atrás, mas é bastante pobre, já que as estrelas do mar tendem a se desintegrar após a morte. Apenas os ossículos e as espinhas do animal são suscetíveis de serem preservadas, fazendo com que os restos sejam difíceis de localizar. Com a sua atraente forma simétrica, a estrela-do-mar têm desempenhado um papel na literatura, na lenda, no design e na cultura popular. Elas são, às vezes, coletadas como curiosidades, usadas em um design ou como logotipos, e em algumas culturas, apesar de possível toxicidade, elas são comidas.

## Taxonomia
O nome científico Asteroidea foi dado à estrela-do-mar pelo zoólogo francês de Blainville , em 1830. É derivada do grego aster, ἀστήρ (uma estrela) e do grego eidos, εἶδος (forma, aparência). A classe Asteroidea pertence ao filo Echinodermata. Assim como a estrela-do-mar, os equinodermes incluem ouriços-do-mar, dólares de areia, ophiuroidea, pepinos do mar e crinoidea .As larvas de equinodermos possuem simetria bilateral, mas durante a metamorfose este é substituído com simetria radial, normalmente pentamérica. Equinodermos adultos são caracterizados por possuírem um sistema vascular de água com pé ambulacrário e um endoesqueleto calcário, consistindo de ossículos ligados por uma malha de fibras de colágeno. As estrelas-do-mar estão incluídas no subfilo Asterozoa, as características incluem um corpo achatado, em forma de estrela, como adultos, que consiste de um disco central e vários braços irradiando. O subfilo inclui as duas classes de Asteroidea, a estrela-do-mar, e Ophiuroidea, ofiuróides e a cesta-de -estrelas. Os asteróides têm uma ampla base de braços com apoio do esqueleto fornecido pelas placas de calcário na parede do corpo enquanto ofiuróides tem braços delgados claramente demarcados,reforçados por ossículos  fundidos, formando "vértebras".
O ancestral comum mais recente dos Echinodermata data de 500 milhões de anos, e logo após houve um período de especiação que durou cerca de 10 a 15 milhões de anos. Este período curto, porém, intenso, teve uma alta taxa de divergência morfológica, e isto dificulta os estudos filogenéticos dentro do grupo.
Existem duas hipóteses são mais discutidas entre os equinodermatólogos, a Asterozoa Echinozoa e a Cryptosyringida. Em ambas hipóteses, Crinoidea é o ancestral comum e Echinoidea e Holothuroidea formam um clado denominado Echinozoa. A diferença entre as duas hipóteses é com relação a posição dos Ophiuroidea.
A hipótese Asterozoa-Echinozoa foi primeiramente proposta por Bather (1900). Nesta hipótese o clado Asterozoa é formado por Ophiuroidea e Asteroidea e é suportado por análises moleculares e morfológicas, os asteroides e ofiuroides são superficialmente similares, pois ambos os grupos possuem braços e formato do corpo em estrela. Porém, os braços das estrelas-do-mar não são distintos do disco central do corpo e, no geral, não executam um papel diretamente na locomoção. Além disso, há importantes diferenças morfológicas e funcionais no sistema digestório. A sinapomorfia morfológica de Asterozoa é o plano corporal do adulto, que inclui a forma estrelada e a construção do quadro oral e ossículos ambulacrais.
A hipótese Cryptosyringida foi primeiramente descrita por Smith (1984). Nesta hipótese, o clado Cryptosyringida é composto por Echinoidea, Holothuroidea e Ophiuroidea e é suportado por análises morfológicas e embriológicas. Uma das sinapomorfias morfológicas que suporta esta hipótese é a posição do nervo radial: dentro de um canal epineural fechado nos Cryptosyringida, e na epiderme dos Asteroidea. A sinapomorfia embriológica está relacionada à nutrição da larva, que não se alimenta no caso dos Crinoidea e se alimenta no caso dos Cryptosyringida.
Contudo, evidências fósseis, moleculares e de desenvolvimento apoiam a posição de grupo-irmão dos ofiuroides com os asteroides em um clado conhecido como Asterozoa, enquanto os equinoides e os holoturoides estão posicionados em um clado referido como Echinozoa, e os crinoides representam o primeiro grupo a ramificar suportando assim a hipótese Asterozoa. Antes o filo Echinodermata era divido em dois subfilos Pelmatozoa que continha a classe crinoidea e o subfilo Eleutherozoa que continha a Superclasse Asterozoa composta por Asteroidea e †Somasteroidea e Superclasse Cryptosyringida composta por Holothuroidea , Echinoidea e Ophiuroidea. Sendo assim comprovado que Crinoidea é o ancestral comum e o primeiro a se ramificar entre os clados, seus subfilos foram divididos em subfilo crinozoa composto pela classe Crinoidea, subfilo asteroza composto pelas classes Ophiuroidea e Asteroidea e subfilo echinozoa. Formado por Echinoidea, Holothuroidea.
Um outro aspecto a ser observado, são as “margaridas-do-mar” ou concentricicloides, era posicionada em uma classe separada (Concetricycloidea) mas atualmente ela é considerada como uma infraclasse de Asteroidea.

## Anatomia

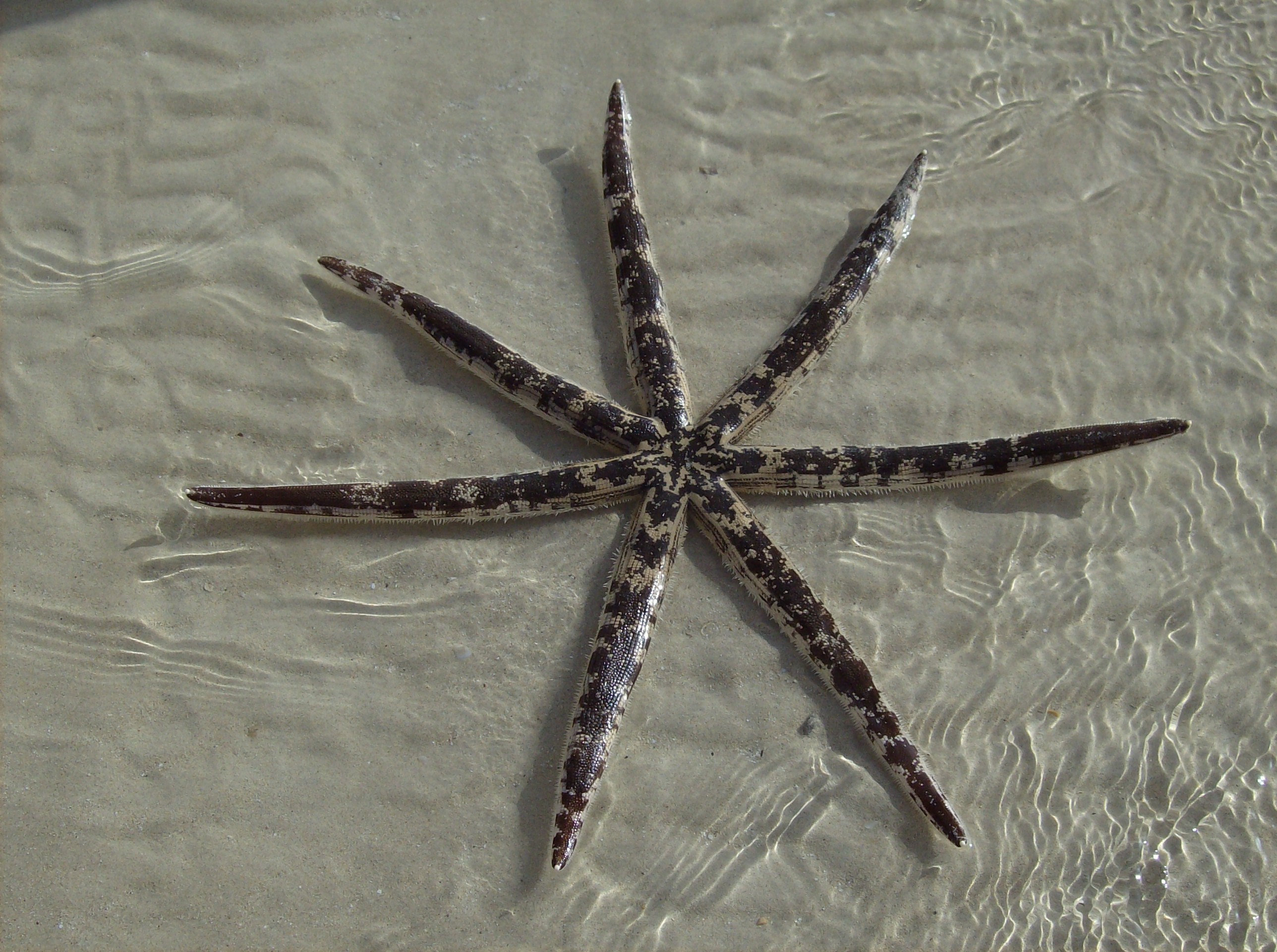
Luidia maculata, uma estrela-do-mar de sete braços

A maioria das estrelas-do-mar tem cinco braços que irradiam a partir de um disco central, quando adultas, possuem simetria radial, no estágio larval a simetria é bilateral, em sua maioria possuem aproximadamente de 15 a 25 cm de diâmetro, sem articulação nítida, os braços consistem em extensões celômicas envolvidas por paredes corporais axiais e extra-axiais, em cada braço, um grande sulco ambulacrário estende-se radialmente a partir da boca, cada sulco contém duas ou quatro fileiras de projeções tubulares chamadas pés ambulacrários, estes são os órgãos locomotores e formam parte do sistema hidrovascular. Na ponta de cada braço há um tentáculo táctil e algumas manchas pigmentadas, atuando como órgão sensorial. A boca é voltada para o substrato, o ânus quando presente encontra-se na superfície aboral, pés tubulares com ampolas internas, pode ter ou não ventosas.
Tanto na superfície oral e aboral há espinhos calcários, variando a quantidade dependendo da espécie. Na parte aboral, existem pápulas, que são evaginações epiteliais, projetam-se da cavidade do corpo entre os espinhos para a respiração e excreção. Ao redor dos espinhos e pápulas há pedicelárias, possuem forma de pinça, que mantém a superfície do corpo limpa e também auxiliam na captura de alimento, podendo ser simples, pedunculadas ou alveolares. O ânus é uma abertura diminuta próxima ao centro da superfície aboral e nas proximidades do madreporito (placa que comunica o sistema ambulacrário ao meio externo). O número de braços varia de acordo com o grupo. Luidia ciliaris tem sete braços, membros da Solasteridae tem de dez a quinze enquanto a Antártida Labidiaster annulatus pode ter até cinquenta. Não é incomum na espécie que normalmente tem cinco braços alguns indivíduos possuirem seis ou mais, através de um desenvolvimento anormal.

### Parede do corpo

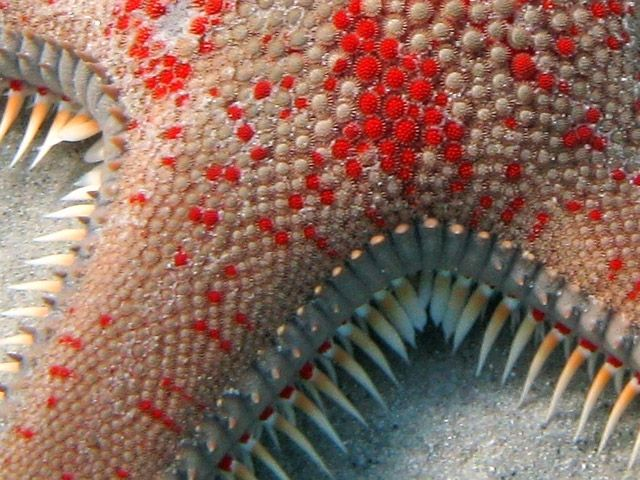
Ossículos da espécie Astropecten aranciacus

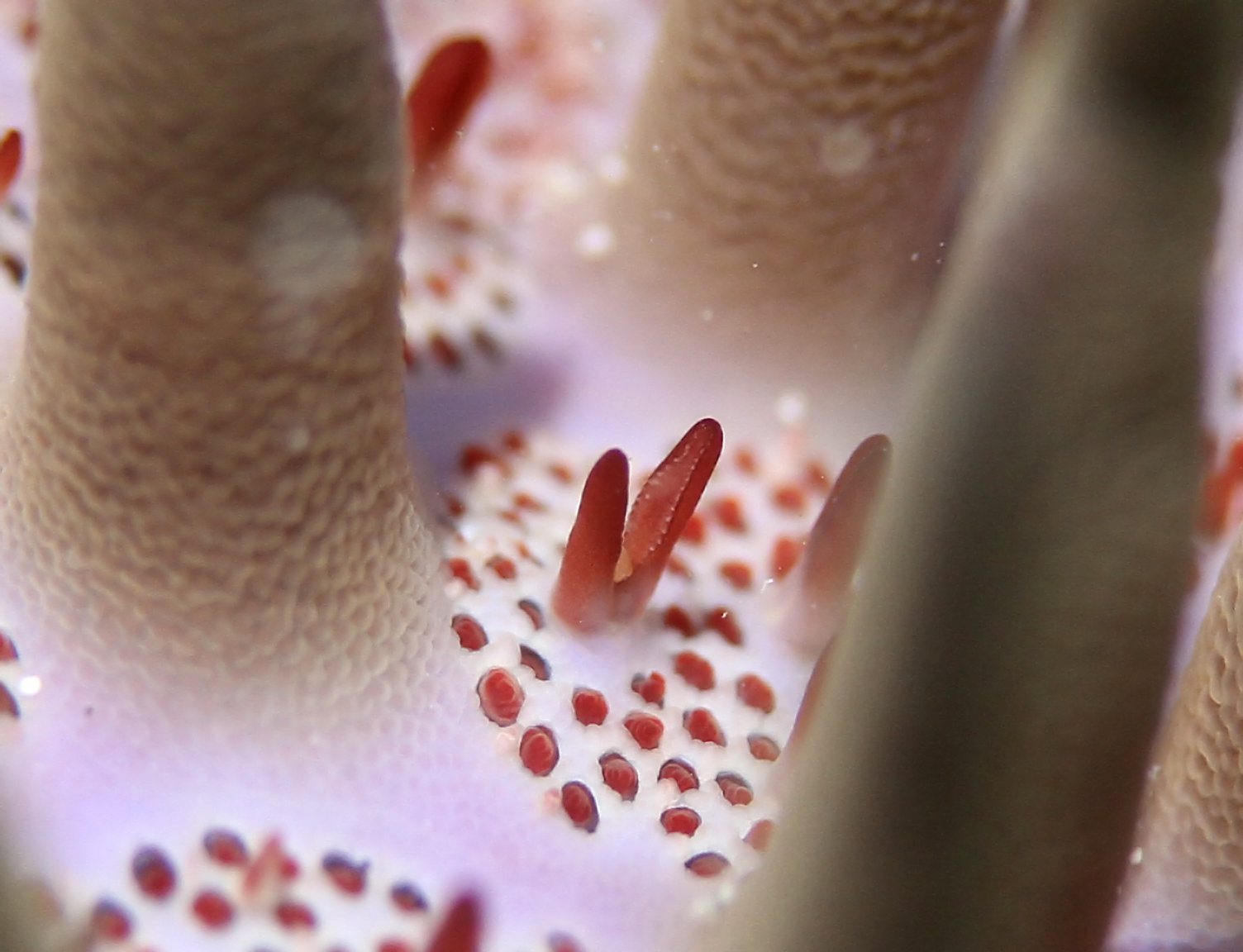
Pedicellariae e papulae retraído entre os espinhos de Acanthaster planci

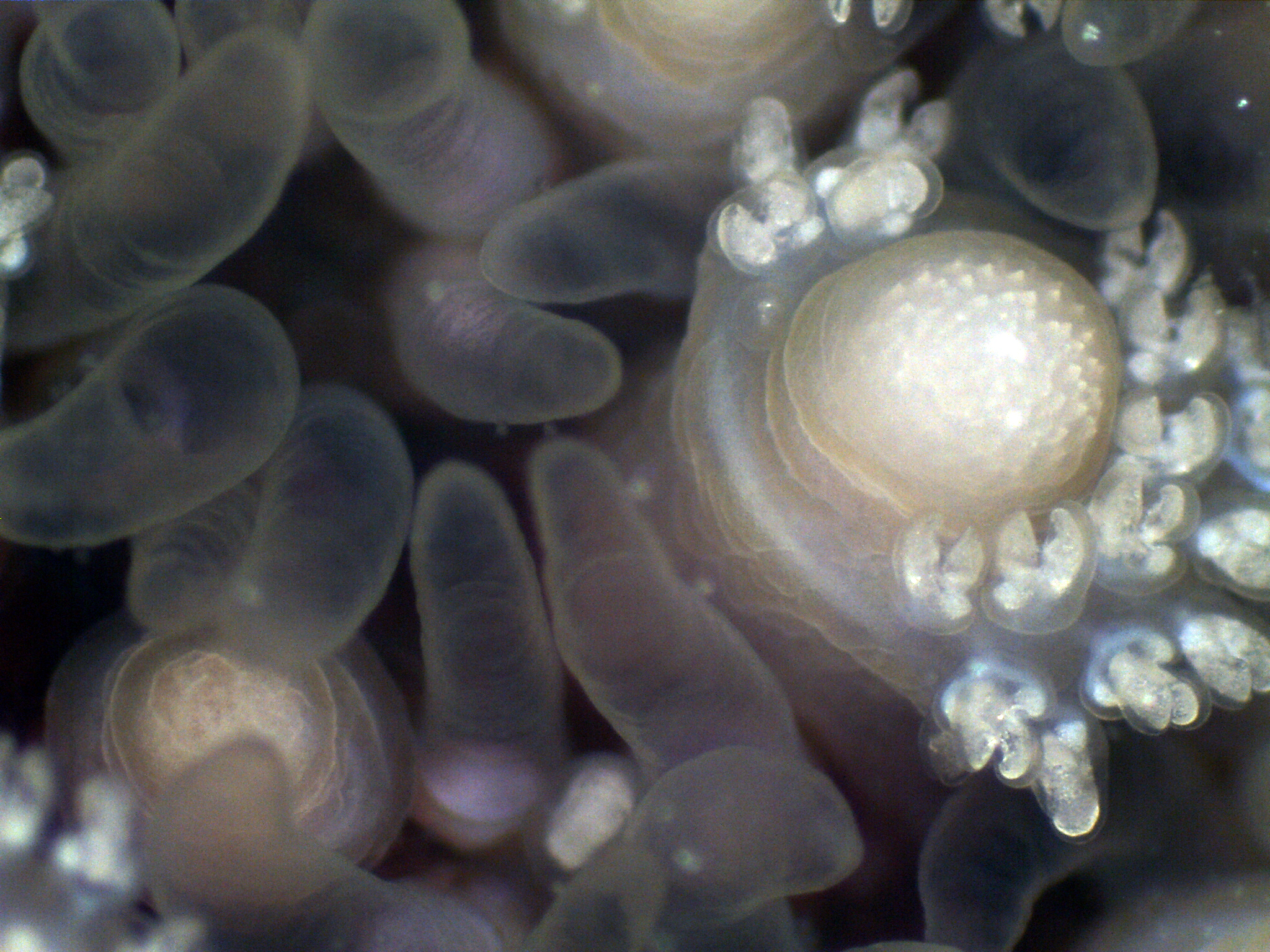
Pedicellaria e papulae de Asterias forbesi

A superfície externa do corpo se encontra coberta por uma epiderme constituída por uma camada de células epiteliais monociliadas e não ciliadas, células mucosas e células sensoriais ciliadas. Esses cílios fazem a limpeza externa.
Uma derme grossa, formada de tecido conjuntivo e uma fina camada de celoma mioepitelial, que fornece a musculatura longitudinal e circular. A derme contém um endoesqueleto de carbonato de cálcio, componente conhecido como ossículo. Estas são estruturas em forma de favo, compostas de microcristais calcita organizados em uma gelosia. Eles variam em forma, com alguns grânulos externos arredondados, tubérculos ou espinhos, mas a maioria são placas tabulares que se encaixam perfeitamente juntos,dispostos em quadrados e formam a principal cobertura da superfície aboral. Alguns são estruturas especializadas, como o madreporite (a entrada para o sistema vascular de água), pedicellariae e paxillae. Pedicellariae são compostos ósseos com um fórceps, como mandíbulas. Eles removem os detritos da superfície do corpo e agitam em hastes flexíveis em resposta a estímulos físicos ou químicos, enquanto continuamente fazem movimentos de mordida. Eles, muitas vezes, formam aglomerados em torno de espinhos. Paxillae são guarda-chuvas- como estruturas encontradas em estrelas-do-mar que vivem enterrados no sedimentos e são importantes para elas. As bordas de paxillae adjacentes se encontram para formar uma falsa cutícula com uma cavidade de água embaixo, no qual o madreporite e delicadas estruturas de brânquias estão protegidas. Todos os ossículos, incluindo aqueles se projetando externamente, são cobertos pela camada epidérmica. E Cada ossículo representa um único cristal de calcita rico em magnésio.
Vários grupos de estrelas, incluindo Valvatida e Forcipulatida, possuem pedicellariae.  Em Forcipulatida, como Asterias e Pisaster, eles ocorrem em pompom-como tufos na base de cada coluna vertebral, enquanto que no Goniasteridae, como Hippasteria phrygiana, os pedicellariae estão espalhados pela superfície do corpo. Alguns são pensados para ajudar na defesa, enquanto outros auxiliam na alimentação ou na remoção de organismos que tentam se instalar sobre a superfície da estrela-do-mar. Algumas espécies como Labidiaster annulatus, Rathbunaster californicus e Novodinia antillensis usam as suas grandes pedicellariae para a captura de pequenos peixes e crustáceos.
Também pode haver papulae, protrusões ou seja evaginações da parede fina da cavidade do corpo que chegam através da parede do corpo e se estendem até a água circundante. Estes servem uma função respiratória. As estruturas são suportadas por fibras de colágeno definidas em ângulos retos entre si e dispostos em uma teia tridimensional com os ossículos e a papulae nos interstícios. Este arranjo permite flexão fácil dos braços da estrela-do-mar e o rápido aparecimento de resistência e  rigidez necessárias para ações realizadas sob estresse.

### Sistema vascular de água

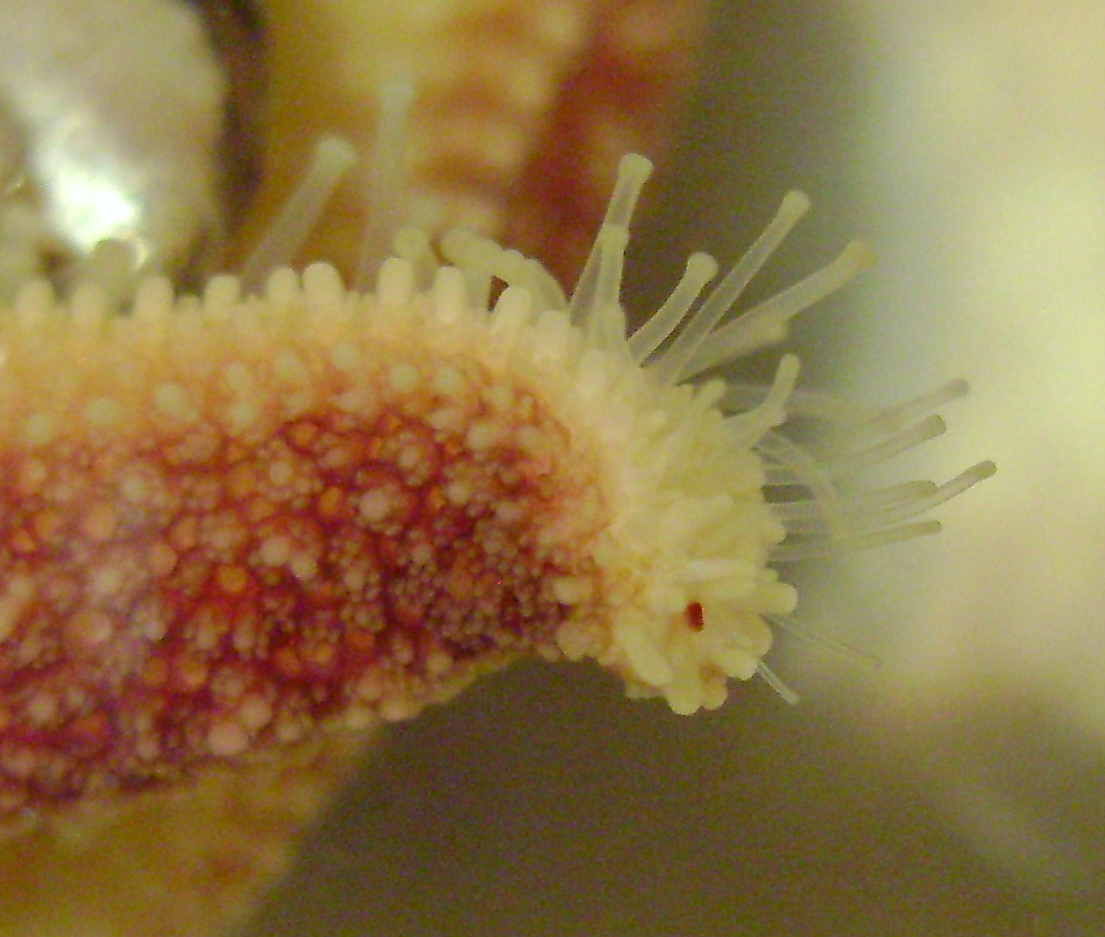
Ponta do braço da Leptasterias polaris, mostrando o pé ambulacrário e o orgão sensorial(eyespot)

O sistema vascular de água da estrela-do-mar é um sistema hidráulico composto de uma rede de canais cheios de fluidos e está preocupada com a locomoção, adesão, manipulação de alimentos e troca de gases. A água entra no sistema através do madreporite, um ossículo poroso, muitas vezes conspícuo, semelhante à peneira na superfície aboral. Ele está ligado através de um canal de pedra, muitas vezes forrado com material calcário, para um canal de anel ao redor da abertura da boca.Um conjunto de canais radiais desencadeia isso; um canal radial corre ao longo do sulco ambulacral em cada braço. Existem canais laterais, ramificando-se alternadamente de cada lado do canal radial, cada um terminando em uma ampula. Estes órgãos em forma de bulbo se juntam ao pé ambulacrário no exterior do animal por canais de ligação curtos que passam por ossículos no sulco ambulatório. Normalmente existem duas linhas de pé ambulacrário, mas em algumas espécies, os canais laterais são alternadamente longos e curtos e parecem ter quatro linhas. O interior de todo o sistema do canal está alinhado com cílios.
O líquido do sistema vascular aquífero consiste em água do mar circundante, à qual o animal acrescenta componentes específicos, como celomócitos, compostos orgânicos, como proteínas, e uma concentração relativamente alta de íons potássio. O líquido circula pelo sistema basicamente por ação dos cílios que revestem os epitélios internos dos canais, alguns dos quais contêm extensões semelhantes a divisórias, que poderiam ajudar a direcionar o fluxo. Ao menos em algumas estrelas-do-mar, o canal pétreo tem sido comparado a uma “bomba ciliar”, que puxa o líquido para dentro do sistema vascular aquífero a partir do madreporito e do seio axial do sistema hemal. Em cada braço, o canal radial dá origem a numerosos canais laterais, cada um terminando em um sistema de ampolas e pés tubulares. Todos os pés tubulares formam-se de acordo com a Regra da Placa Ocular, ou seja, os mais velhos ficam perto da boca, enquanto os mais jovens estão localizados nas pontas dos braços.
O pé tubular é um tubo muscular contrátil que comumente termina em
uma ventosa e estende-se externamente de uma ampola interna semelhante a um bulbo. Enquanto os músculos longitudinais e circulares estão fixados a uma bainha de colágeno que circunda o lúmen celômico, assim como a ponta da haste, são bem-inervados. Os pés tubulares funcionam como órgãos táteis primários, locomotores, fixadores e manipuladores dos alimentos. Cada canal radial termina em um pé tubular terminal sem ventosa e semelhante a um tentáculo, que quase certamente é fotossensível. O sistema de pés tubulares e ampolas constitui um sistema hidrostático sofisticado. Dois grupos de músculos operam ao redor do líquido presente nos lumens dos pés tubulares e das ampolas. Uma valva situada no canal lateral pode isolar eficazmente o pé tubular e a ampola do restante do canal. Com a valva fechada, os músculos da parede da ampola contraem e forçam o líquido a entrar no lúmen do pé tubular estendido, no qual os músculos longitudinais estão relaxados.
Em seguida, a ventosa é pressionada contra o substrato e mantida nessa posição por secreções adesivas da epiderme e pela contração dos músculos da ponta, que levantam o centro da ventosa e produzem vácuo. Quando os músculos longitudinais do pé tubular contraem, ele encurta e diminui o volume do lúmen, forçando o líquido a voltar para dentro da ampola, que agora está relaxada. Quando os músculos da ponta relaxam, a sucção é interrompida. Compostos químicos secretados pelas células na ventosa revertem a ação adesiva das substâncias secretadas pelo pé tubular. Os pés tubulares dobram pela contração diferenciada dos músculos longitudinais. Algumas estrelas do mar, de múltiplos movimentos ou movimento rápido, como a estrela-do-mar girassol (Pycnopodia helianthoides), puxam-se junto com alguns de seus braços enquanto os outros deixam um rastro para trás. Outras estrelas do mar elevam as pontas dos braços enquanto se deslocam, o que proporciona uma exposição máxima dos sensoriais pés tubulares e do olho para estímulos externos.

## Locomoção
Os asteroides exemplificam a locomoção utilizando pés tubulares com ventosas. Os braços das estrelas-do-mar são mantidos mais ou menos parados em relação ao disco central, mesmo nas espécies com estrutura esquelética flexível (p. ex.,Pycnopodia). O movimento é realizado por elevação dos milhares de pés tubulares localizados na superfície oral. A estrela-do-mar parece deslizar suavemente em razão do grande número de pés tubulares, ainda que em determinado instante eles estejam em fases diferentes de ação e recuperação. Embora o controle da ação dos pés tubulares não esteja totalmente esclarecido (mesmo os braços isolados rastejam normalmente de um lado para outro), eles são coordenados para gerar movimento em determinada direção. Não existem ondas metacrônicas de movimento, como se observa em muitas outras criaturas com várias pernas. A maioria das estrelas-do-mar movimenta-se lentamente, mas algumas (p. ex: Pycnopodia) são relativamente rápidas, e outros asteroides sedentários em algumas condições tornam-se “corredores” velozes quando encontram um predador em potencial. As espécies não capazes “correr” têm outros mecanismos de defesa. Pteraster tesselatus ou estrela-almofada-do-pacífico, movimenta-se lentamente e secreta grandes quantidades de muco, que desencorajam os predadores como Solaste e Pycnopodia. As estrelas-do-mar dos fundos arenosos (p. ex.,Astropecten) podem escavar rapidamente utilizando os pés tubulares para mover a areia de baixo para cima do corpo do animal.
O acompanhamento da ação de um único pé tubular durante o movimento do animal revela as origens das forças locomotoras. No final da fase de recuperação, o pé tubular estende-se na direção do movimento e fixa-se ao substrato. A ventosa se mantém fixada durante a fase de força, quando os músculos longitudinais da parede do pé tubular contraem, encurtando-o e puxando o corpo para a frente. No final da fase de ação, o pé tubular desprende-se e oscila novamente para a frente. O grande número de pés tubulares e a flexibilidade geral do corpo permitem que a estrela-do-mar se movimente facilmente, mesmo sobre as superfícies mais irregulares.

## Digestão e alimentação
A maioria das estrelas-do-mar são de depositívoros (comedores de matéria orgânica depositada sobre o fundo), saprófagos ou predadores oportunistas, que se alimentam de quase qualquer matéria orgânica ou presa diminuta. Muitas espécies são importantes como predadores bentônicos de alto nível nas comunidades entre marés e subtidais.
Algumas espécies como Solaster stimpsoni são do nordeste do Pacífico e são especialistas em alimentar-se de holoturoides (pepinos-do-mar). Enquanto existe uma espécie semelhante a Solaster stimpsoni chamada Solaster dawsoni que preda a Solaster stimpsoni.
A coroa-de-espinhos tropical do Acanthaster planci alimenta-se dos pólipos dos corais e tornou-se famosa por estar implicada na destruição dos recifes de corais do Indo-Pacífico Leste. Nos ambientes intocados desempenha um papel importante na manutenção da diversidade dos corais, porque atua como os incêndios florestais, abrindo novos hábitats nos ecossistemas em clímax para o estabelecimento de outras espécies. e um predador desses animais é o caracol-gigante-tritão Charonia, recolhido em grandes quantidades por suas belas conchas.
Muitas estrelas-do-mar abrigam comensais, que obtêm nutrição dos restos de seus hospedeiros. Animais como Xyloplax e as “estrelas-de-madeira” que vivem apenas nas madeiras afundadas, parecem ser xilófagos, ou seja, abrigar bactérias no trato digestivo que digerem celulose e os ajudam a obter da madeira nutrientes que, sem tais bactérias, não poderiam ser digeridos.
O seu sistema digestório é completo, nos casos típicos, o trato digestivo das estrelas-do-mar estende-se da boca na junção dos braços até o ânus aboral. Sua alimentação se dá através quando espalham seu estômago sobre a superfície de uma fonte alimentar, secretam enzimas digestivas e sugam a sopa parcialmente digerida.
Sua boca é circundada por uma membrana peristomial coriácea, que é flexível para permitir a eversão do estômago e contém um esfíncter musculoso para fechar o orifício oral. Dentro da boca, há um esôfago muito curto, que leva ao estômago cardíaco que é a parte que é evertida durante a alimentação. Existem músculos retratores que estão dispostos radialmente e retraem o estômago. Em posição aboral ao estômago cardíaco, há um estômago pilórico achatado, do qual se origina um par de ductos pilóricos que se estendem para dentro de cada braço e levam aos pares de glândulas.Possuem um intestino curto, comumente com bolsas dilatadas (glândulas ou sacos retais), que se estende do estômago pilórico ao ânus. Os cecos pilóricos e o estômago cardíaco são os principais responsáveis por produzir enzimas (basicamente, proteases) transportadas por ação ciliar ao longo do estômago evertido e secretadas sobre a matéria alimentar. A digestão é concluída internamente, mas no meio extracelular, depois da ingestão do alimento liquefeito.
Os produtos da digestão são transportados pelos ductos pilóricos até os cecos pilóricos, onde são absorvidos e armazenados. O intestino não parece atuar na digestão propriamente dita, mas os sacos retais são capazes de absorver nutrientes.

## Trocas gasosas e excreção
Nos asteroides, a troca gasosa ocorre através dos pés tubulares e de projeções especiais da parede corporal conhecidas como pápulas que são evaginações da epiderme e do peritônio. Esses dois tecidos são ciliados para produzir correntes no líquido celômico e na água sobrejacente. As duas correntes criam uma contracorrente para maximizar os gradientes de concentração através das superfícies das pápulas.
A excreção ocorre quando os celomócitos repletos de escórias metabólicas podem acumular-se nas pápulas, que então desprendem suas extremidades distais, expelindo as células e o resíduo metabólico. Alguns estudos sugeriram que as glândulas retais também poderiam participar da excreção. Nos ofiuroides, suspeita-se que os celomócitos levem as escórias até as bursas, de onde são eliminadas.

## Sistema circulatório
O sistema circulatório está disposto radialmente e, em geral, corre paralelo com os elementos do sistema vascular aquífero, que consiste nosanéis hemais oral e aboral, cada qual com extensões radiais. Os dois anéis estão conectados por um seio axial que se localiza em oposição ao canal pétreo. Dentro do seio axial, há um núcleo de tecido esponjoso conhecido como glândula axial, que parece responsável pela produção de alguns celomócitos.
Os canais hemais radiais estendem-se do anel aboral até as gônadas. Outros canais radiais originam-se do anel hemal oral e estão associados às fileiras de pés tubulares; tais canais estão abrigados dentro de um espaço peri-hemal conhecido como seio hiponeural. Um terceiro anel hemal o anel gástrico ocorre em muitos equinodermos, incluindo a maioria dos asteroides, e está associado ao sistema digestivo. Existem Cílios que fazem o líquido circular pelo sistema hemal.e também nos asteroides, o seio axial tem um saco dorsal perto da junção com o anel hemal aboral. Esse saco pulsa, provavelmente para facilitar o movimento do líquido dentro dos espaços hemais.

## Hábito e habitat
A classe Asteroidea, possui hábito exclusivamente marinho, vivem livres ou presas por um pendúnculo, na região bentônica.
Várias espécies vivem desde as linhas de maré até profundidades, atingem mais de 6.000m de profundidade, sendo encontradas abundantemente em todos os mares sobre superfícies rochosas, lodosas, arenosas, e também sobre corais. Ocorrem, também, em ambientes caracterizados por um alto estresse ambiental, como poças de maré, o limite superior da região entre marés e ao redor de pilares de portos.

## Reprodução
As estrelas-do-mar podem possuir sexos separados a  maioria dos Asteroides podem apresentar reprodução assexuada, é comum que isso envolva uma divisão do disco central, de forma que o animal se separa em duas partes. Cada metade então regenera a parte perdida do disco e dos braços, formando assim outra estrela.
Mas há exceções, tem asteroides que são dioicos e existem dez gônadas, duas em cada braço.  As gônadas têm parede dupla e são semelhantes a cachos de uva, normalmente ocupam somente uma pequena área do braço. No entanto quando preenchida com óvulos ou espermatozoides, as gônadas quase preenchem completamente cada um dos braços. Existe um gonóporo ou um grupo de gonóporo para cada gônada, localizada entre as bases dos braços.
Na maioria dos Asteroides, os óvulos e espermatozoides são eliminados livremente na água, onde ocorre a fecundação. Existe geralmente uma única estação reprodutiva por ano. Uma única fêmea pode eliminar cerca de 2.500.000 ovos.
Os ovos são liberados e os indivíduos nos estágios de desenvolvimento são planctônicos. Em algumas exceções há estrelas do mar (principalmente da antártica) que incubam ovos sob o disco em depressão na superfície aboral. Os asteroides que incubam, possui um desenvolvimento direto.
Há também em raras exceções de estrelas do mar hermafroditas, como a estrela do mar europeia, que é protandrica.
No desenvolvimento do embrião ele se torna livre natante em ponto entre os estágios de blástula e gástrula. Mais tarde a ciliadura superficial é confinada a uma faixa locomotora definida. A alça pré-oral se separa posteriormente, ou em alguns casos surge separadamente. Após a formação das faixas locomotoras, surgem projeções, os braços a partir da superfície corporal. Esse estágio larval é conhecido como larva bipinariana.
A larva bipinariana se torna uma larva braquiolariana, com o surgimento de três braços adicionais na extremidade anterior, que são curtos, ventrais e coberto de células adesivas na ponta. Entre as bases dos três braços encontra-se uma área glandular adesiva que forma uma ventosa. Os três braços e a ventosa representam um dispositivo de ligação e então a branquiolaria se sedimenta no fundo.
Então ocorre uma metamorfose. A extremidade anterior da larva se degenera-se e forma somente uma haste de ligação, e o corpo adulto se desenvolve. O lado esquerdo se torna a superfície oral a e o lado direito a superfície aboral. Os braços surgem como extensão do corpo.
Internamente a boca, esôfago, parte do intestino e ânus se degeneram, e se formam novamente em uma simetria radial adulta. Os ossículos também começam a surgem, primeiramente ao redor do polo aboral e depois ao longo do corpo.

## Cladograma
| Asteroidea | \| \| Paxillosida \| \| \| \| \| \| Velatida \| \| \| \| \| \| Brisingida \| \| \| \| \| \| Valvatida \| \| \| \| \| \| Spinulosida \| \| \| \| \| \| Forcipulatida \| \| \| \| \| \| Notomyotida[7] \| \| \| \| |
|            | \| \| Paxillosida \| \| \| \| \| \| Velatida \| \| \| \| \| \| Brisingida \| \| \| \| \| \| Valvatida \| \| \| \| \| \| Spinulosida \| \| \| \| \| \| Forcipulatida \| \| \| \| \| \| Notomyotida[7] \| \| \| \| |
|            | Ophiuroidea |
|            | |
|            | Paxillosida |
|            | |
|            | Velatida |
|            | |
|            | Brisingida |
|            | |
|            | Valvatida |
|            | |
|            | Spinulosida |
|            | |
|            | Forcipulatida |
|            | |
|            | Notomyotida |
|            | |

|  | Paxillosida   |
|  |               |
|  | Velatida      |
|  |               |
|  | Brisingida    |
|  |               |
|  | Valvatida     |
|  |               |
|  | Spinulosida   |
|  |               |
|  | Forcipulatida |
|  |               |
|  | Notomyotida   |
|  |               |

## Culinária
Na China, algumas espécies de estrelas-do-mar são usadas para culinária. São servidas principalmente fritas.

## Em Portugal
Em Portugal encontram-se ao longo de toda a costa, mas não existe informação em relação ao número de indivíduos nem sobre o Estatuto de Conservação, não se sabendo se são abundantes, ou até se estão em expansão ou regressão.
Sabe-se apenas que se distribuem de acordo com as suas próprias características de habitat, que variam entre águas frias ou quentes. Existem estrelas-do-mar provenientes da zona do Mediterrâneo, outras com características das águas boreais (que ocorrem também no Norte da Europa) e ainda com características das águas africanas (no caso da Madeira). Há também espécies nos Açores, características das Caraíbas, que são trazidas pela corrente do Golfo

## Galeria

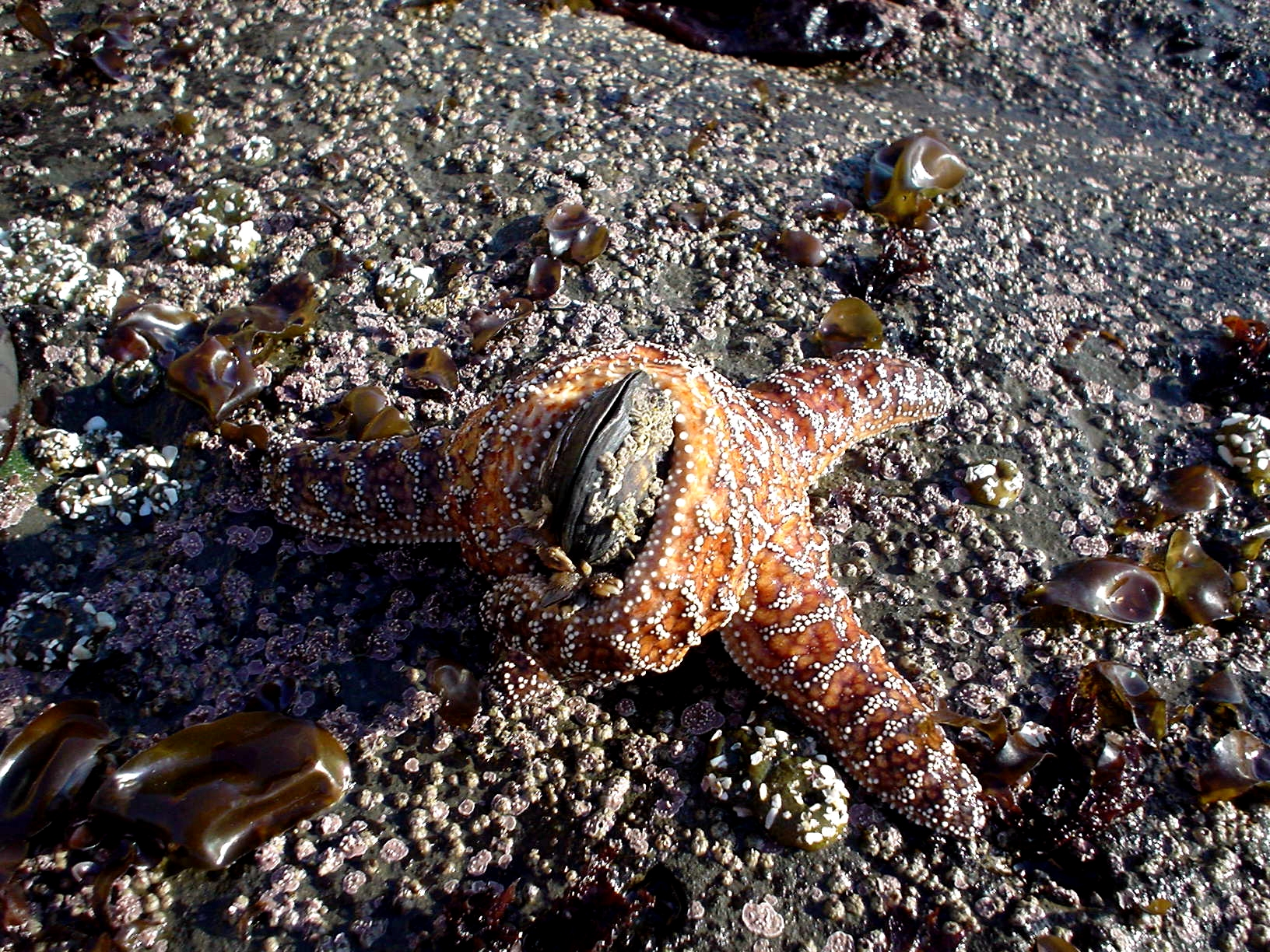
Estrela-do-mar alimentando-se de um molusco
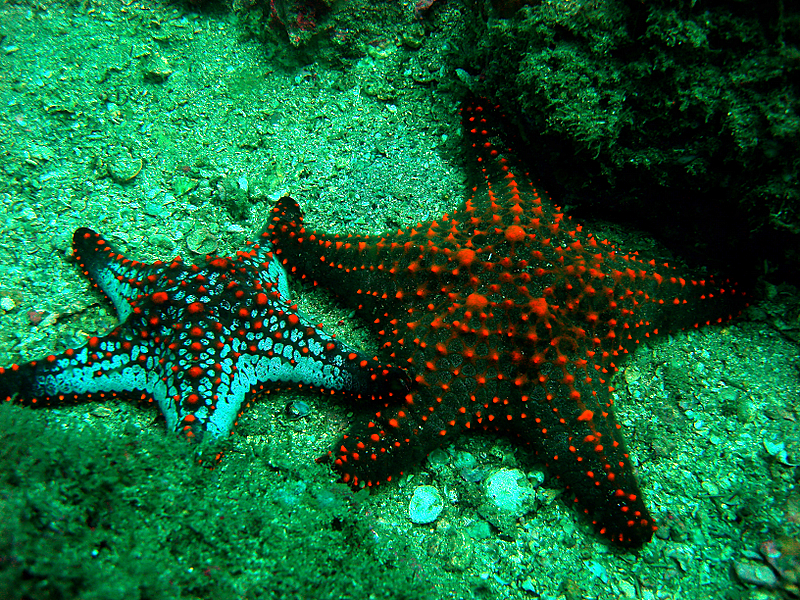
Estrela-do-mar com espinhos
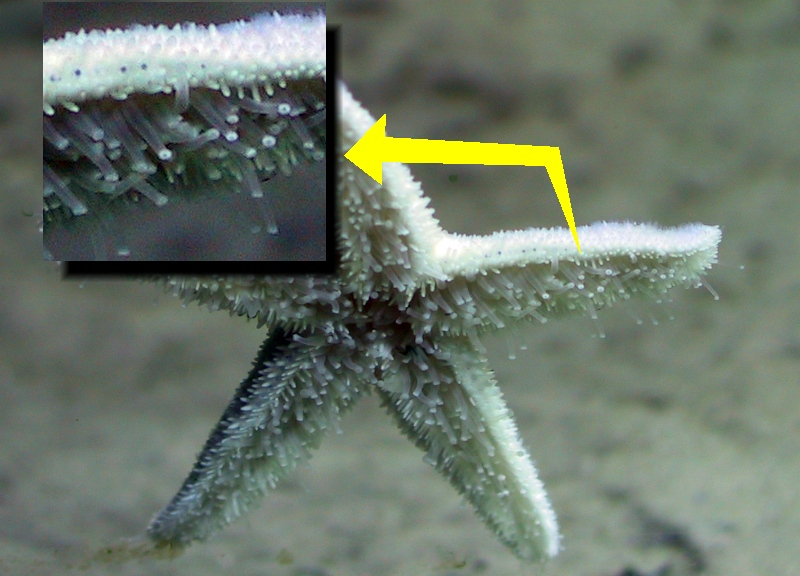
Região ventral mostrando os pés ambulacrários
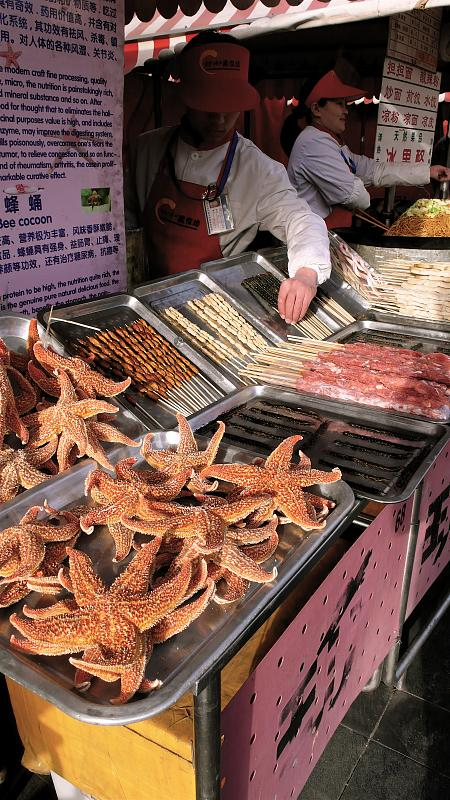
Estrelas do mar fritas